# Ode (liturgie)
Une Ode est, dans la liturgie des Églises d'Orient – Églises orthodoxes et Églises catholiques de rite byzantin – un texte composé dans l'esprit des psaumes ou d'autres écrits bibliques et mis en musique. Les odes sont une composante importante des canons.